# Skeireins

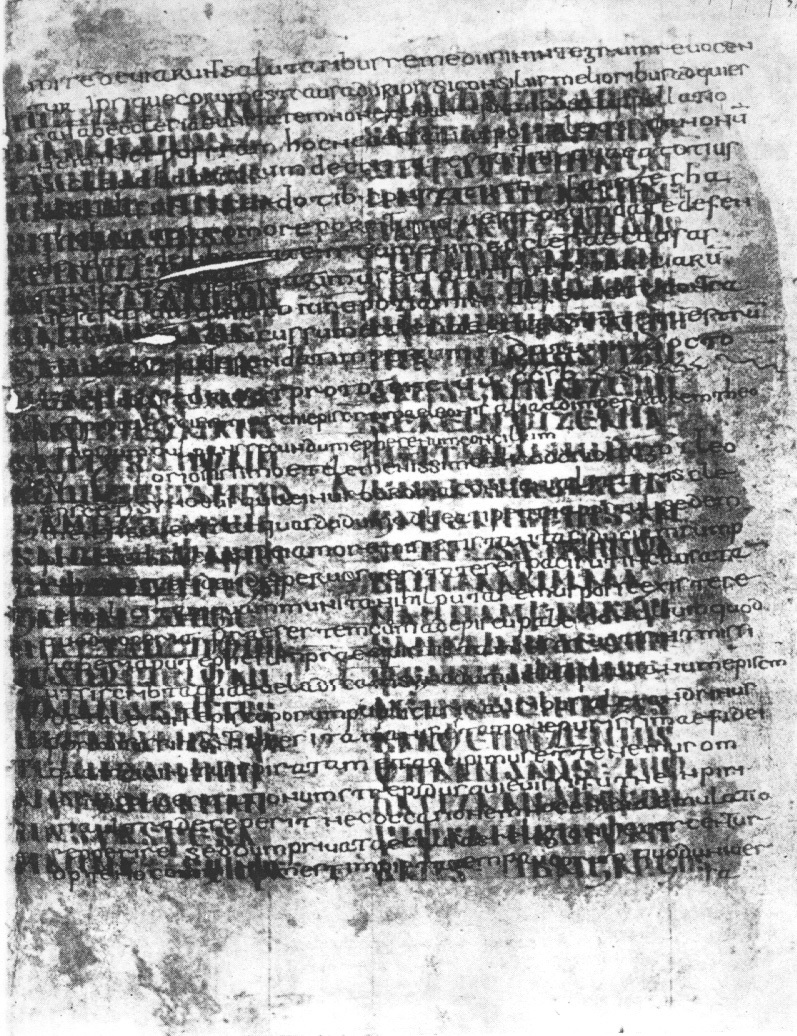
Codex Vaticanus latinus, 5750

Skeireins (𐍃𐌺𐌴𐌹𐍂𐌴𐌹𐌽𐍃) – komentarz do Ewangelii Jana w języku gockim. Jest to najdłuższe i najważniejsze dzieło literackie w języku gockim po Gockiej Biblii. Rękopis jest palimpsestem.

## Opis
Zachowało się osiem fragmentów komentarza do Ewangelii Jana. Oryginalny rękopis zawierał 78 pergaminowych kart. Tekst pisany jest 2 kolumnami na stronę i 25 linijkami w kolumnie. Nazwa Skeireins została nadana przez niemieckiego uczonego H.F. Massmanna, wydawcę fragmentu (1834), który też jako pierwszy dał poprawną wykładnię tego terminu. „Skeireins”, to gocki termin na „wyjaśnienie”, „komentarz”. Tekst został opublikowany przez Streitberga w dodatkach do Die Gotische Bibel.
Znaczenie tego dzieła polega m.in. na tym, że nie jest to przekład z innego języka, lecz napisany został przez autora, dla którego gocki był pierwszym językiem. Jest też drugim ważnym i drugim długim zachowanym gockim dokumentem. Fragment dostarcza wiele nowego materiału filologicznego dla badaczy języka gockiego.
Rękopis przechowywany jest w dwóch miejscach: Codex Ambrosianus E, 5 kart, w Mediolanie (E. 147) i Codex Vaticanus lat. 5750, 3 karty, w Bibliotece Watykańskiej (Vat. lat. 5750).